# 年金積立金管理運用独立行政法人
年金積立金管理運用独立行政法人（ねんきんつみたてきんかんりうんようどくりつぎょうせいほうじん、英語: Government Pension Investment Fund, GPIF）は、厚生労働省所管の独立行政法人である。日本の公的年金のうち、厚生年金と国民年金の積立金の管理・運用を行っている。
株式（国内・海外）、債券（国内・海外）、オルタナティブ資産（プライベートエクイティ・インフラストラクチャー・不動産）など広く分散投資しており、2023年度第2四半期時点の運用資産額は219兆3,177億円である。
世界の年金基金の中で、運用資産額は世界最大とみなされており、世界最大の機関投資家と呼ばれる。日本の株式時価総額743兆円に対して、約50兆円(2023年3月末）の株式を保有（約7％）しており、日本の株式市場における最大の株主でもある。このことから、金融市場では市場のクジラと呼ばれることがある。
2001年度に市場での運用開始以降の収益額は約127兆円（うち利子・配当収入は約49兆円）で、収益率は＋3.91％（年率）である（～2023年度第2四半期）。
国際連合事務総長であったコフィー・アナンが提唱した、機関投資家の意思決定プロセスにESG課題を反映させるイニシアティブのPRI（責任投資原則）に2015年に加盟。また、2017年にGPIFが日本株式のESG指数(インデックス)を採用したことで日本でESG投資が広く知られるようになった。

## 役員
2024年4月1日時点。
- 理事長：宮園雅敬（元企業年金連合会理事長、農林中央金庫代表理事副理事⻑）
- 理事（総務・企画等担当）：泉潤一（元厚生労働省大臣官房審議官）
- 理事（管理運用業務担当兼CIO）植田栄治（元ゴールドマン・サックス証券取締役）
- 経営委員長：山口廣秀（元日本銀行副総裁）
- 経営委員：新井富雄（東京大学名誉教授）
- 経営委員兼監査委員：板場建（元アクサ生命保険最高リスク責任者）
- 経営委員：逢見直人（日本労働組合総連合会顧問）
- 経営委員兼監査委員：尾﨑道明（元大阪高等検察庁検事長）
- 経営委員：加藤康之（東京都立大学大学院経営学研究科特任教授）
- 経営委員：久保田 政一（日本経済団体連合会副会長・事務総長）
- 経営委員兼監査委員：小宮山榮（イマニシ税理士法人）
- 経営委員：根本直子（早稲田大学大学院経営管理研究科教授）

## 設立・政策
1961年（昭和36年）10月に成立した年金福祉事業団法に基づき、同年11月25日に特殊法人として設立。1986年（昭和61年）4月18日に年金資金の運用を開始。公的年金の積立金運用を財政投融資に預託して行っていた。
1996年（平成8年）に成立した第2次橋本内閣が進めた特殊法人等改革により、政府は年金資金の自主運用を求められ、2001年（平成13年）3月に同事業団は廃止。同年4月1日に年金資金運用基金へ改組された。2006年（平成18年）4月1日に年金積立金管理運用独立行政法人が設立され、同日付で廃止された同基金から年金積立金の管理・運用業務を引き継いだ。
2014年6月末における運用資産の構成割合は国内債券が53.36%、外国債券は11.06%、日本株式が17.26%、外国株式が15.98%で、債券が中心の運用であった。
アベノミクスの第3の矢成長戦略の一環として、GPIFの資産運用の見直し（いわゆる「GPIF改革」）が浮上した。
2014年、第2次安倍改造内閣の下、厚生労働省は「公的・準公的資金の運用・リスク管理等の高度化等に関する有識者会議（座長：伊藤隆敏政策研究大学院大学教授）」の提言に従い、安倍政権が目指すデフレからの転換という運用環境の変化に対応し、運用資産の構成割合の目標値を国内債券35%、国内株式25%、外国債券15%、外国株式25%に変更すると発表した。
安倍晋三首相は2014年5月1日、シティ・オブ・ロンドンで「世界最大の年金基金、7,300億ポンドを超える運用資産を持つGPIFについては、1月、ダボスでお話をしたよう、”forward-looking”な改革を進めて参ります。その一環として、ファンドマネジメントのストラテジーを決める委員会のメンバーが一新されました。ドリルの刃は最大速度で回転しています。」と演説。
2015年2月24日、最高投資責任者に法的認可を与える法案を閣議決定。同ポストには英国のプライベート・エクイティ・ファンドのコラーキャピタル出身の水野弘道が就任した。
この株式重視の資産構成割合で、リーマン・ショックが発生した2008年度の運用利回りを試算すると、約26兆2000億円の赤字が見込まれるとの答弁書を2015年1月に安倍政権は閣議決定した。
2017年9月、軍事部門の売上高が世界で十位以内に入るすべての企業の株式を保有していることが、東京新聞の調査で分かった。同年10月、世界銀行と共に環境・社会・ガバナンス (ESG) をテーマにする債券投資について共同研究をすると発表した。軍事産業の持続性が問題となる。同年11月、高橋則広理事長は「将来的には数兆円程度の資金をESG投資に振り向ける」と答えた。
2018年8月、構成割合は国内株式に偏重しつつも、時価総額トップのApple株の保有でアメリカ合衆国の機関投資家を上回り、Facebookやマイクロソフトをふくむ米国株は55.5%、英国株は5.6%、アリババやテンセントのような中国・香港株は5.4%を持つなど外国株式で存在感を示しつつあるとブルームバーグは報じた。

## 運用資産
2020年度末時点の運用資産は186兆1,624億円であり、公的年金分野での運用資産額は米国の社会保障年金信託基金に次ぐ世界第2位を誇る。（ただし、米国の社会保障年金信託基金は100%が国債による運用となっている。）
英ウイリス・タワーズワトソンによると、2018年末時点の世界の年金基金の中で、2位のノルウェー政府年金基金（9,823億米ドル）を抑えて運用資産額は世界最大とみなされている（約1兆3744億米ドル）。）このことから、世界最大の機関投資家と呼ばれる。
運用方法は信託銀行や投資顧問会社との投資一任契約ないし一部の自家運用による。

### 資産構成割合
複数の資産による分散投資でリスクを抑えながら期待収益率を上げるとしている。
2025年度から2029年度の中期計画（2030年3月まで）における運用資産構成は、国内債券25% - 国内株式25% - 外国債券25% - 外国株式25%となっている。
第一生命経済研究所の主席エコノミストである永濱利廣は、「株安に伴って日本株の占める比率が所定の数値を下回ると、その調整のために買いを入れることになる。下がれば下がるほど買うロジックなので、結果的にGPIFは市場の安定化装置的な役割を果たしている」と述べている。
| 資産     | 資産額（億円） | 構成割合 |
| -------- | -------------- | -------- |
| 国内債券 | 498,078        | 25.92%   |
| 外国債券 | 472,943        | 24.61%   |
| 国内株式 | 472,273        | 24.58%   |
| 外国株式 | 478,180        | 24.89%   |
| 合計     | 1,921,473      | 100.00%  |

### 日本株の運用
市場規模509兆円のうち、6%弱の日本株を保有している。三井住友、みずほ、三菱UFJの3大メガバンクやホンダなど、少なくとも日本企業の121社の筆頭株主であり、トヨタ自動車の発行済み株式数の5.5%を保有する第二位の大株主である。TOPIX 500のうち、約99%の495社で10位以内の大株主である。
また、日本の中央銀行である日本銀行は、2016年末までに日経平均株価225社のうち、55社で筆頭株主となっており、日本の株式市場における公的機関の存在感が増している。2017年2月にはGPIFと日本銀行が、東証一部に上場する企業のうちおよそ半数の約980社で事実上の大株主となっていることが、朝日新聞・東京商工リサーチ・ニッセイ基礎研究所の調べで出されている。
なお、GPIFは保有株を信託銀行などに信託しているため、有価証券報告書の「大株主の状況」には登場しない。

### 運用方法
多くは、株価指数に連動するように運用する「インデックスファンド運用」であるが、一部はアクティブファンド運用も行っている。
事務職員は運用の専門知識を持たないため、実際の運用は運用受託機関（信託銀行や投資顧問会社）が受託している。運用受託機関の選定にあたっては金融の専門家で構成される運用委員会の諮問を受ける。具体的な運用受託機関は公表されており、2014年4月現在の運用受託機関は、国内株式投資について、野村グループとゴールドマン・サックス・アセット・マネジメント、スマートベータ型の他、伝統的アクティブ運用では、インベスコ・アセット、キャピタル・インターナショナル、ナティクシス・アセットマネジメント、日興アセットマネジメント、フィディリティ、みずほ投信投資顧問、ラッセル・インベストメント、JPモルガン、DIAMアセットマネジメント、他2社に委任している。また、国内パッシブ運用のTOPIX担当では、先のみずほとDIAMの他、三井住友信託銀行、三菱UFJ信託銀行、ブラックロックが運用している。
資金の一部は米国企業に運営が委託されている。だが、外国株式投資の運用委託先は十分な説明がない。アクティブ運用についてのみ、日付がなく経緯等の説明も一切ない選定通知書が出ている。外国債券投資運用の委託先は、2014年5月20日を提出期限にして募集されていた。
ベンチマークをパッシブで1つ、アクティブで2つに分け、そのうち2つはヘッジなしかつベンチマーク応相談。また、複数のベンチマークが兼任可能だった。
2017年11月16日、運用に人工知能を活用する方針で検討に入った。ブラックロックやゴールドマン・サックスで活用されている。

### オルタナティブ資産の運用
2013年度からオルタナティブ資産（プライベートエクイティ・インフラストラクチャー、不動産）に投資している。2023年3月時点のオルタナティブ資産全体の時価総額は2兆8,345 億円（GPIFの運用資産全体に占める割合は1.38%）。
2017年度から、GPIF 向け仕様のマルチ・マネジャー戦略を活用。運用は投資一任契約方式により行っており、GPIF が選定した運用受託機関が、あらかじめ投資ガイドラインに定められた運用目標、運用スタイル、一定の投資制限等に従ってファンドへの投資を実行している。2022年度からは自家運用によりLPSに投資する運用手法も開始。
自家運用による投資先LPS（2023年10月31日時点）
- 【プライベート・エクイティ】TA XV-B, L.P.、Hellman|Hellman & Friedman Capital Partners XI (Parallel), L.P. 、CVC Capital Partners IX (A) L.P. 、EQT X (No.1) EUR SCSp

- 【不動産】Blackstone Real Estate Partners X.F L.P. 、Brookfield Strategic Real Estate Partners V-A L.P.

不動産投資の2023年3月末時点の時価総額は9,194億円。国別では、アメリカがポートフォリオ全体の45％、日本25％、イギリス8%、オーストラリア7％など。セクター別では、物流施設がポートフォリオ全体の44％、オフィス28％、賃貸住宅22％、商業施設5％。2017年12月以来の国内不動産投資の内部収益率は円建てで+7.29％、2018年9月以来の海外不動産投資の内部収益率が米ドル建てで+6.11％（円建てで+13.01％）。
2018年1月から国内不動産投資を開始、私募リート13銘柄への投資があり、2023年3月末時点の時価総額は767億円。
投資先私募リート　SGAM投資法人、ケネディクス・プライベート投資法人、JR東日本プライベートリート投資法人、第一生命ライフパートナー投資法人、大和証券レジデンシャル・プライベート投資法人、中央日土地プライベートリート投資法人、DBJプライベートリート投資法人、DREAMプライベートリート投資法人、日本オープンエンド不動産投資法人、野村不動産プライベート投資法人、ヒューリックプライベートリート投資法人、ブローディア・プライベート投資法人、三井不動産プライベートリート投資法人
2020年、不動産・インフラストラクチャー投資分野におけるESG（環境・社会・企業統治）評価基準を提供するイニシアティブ「GRESB」に「不動産投資家メンバー」として加盟。2022年には「インフラストラクチャー投資家メンバー」として加盟。

### ESG投資
国際連合事務総長であるコフィー・アナンが提唱した、機関投資家の意思決定プロセスにESG課題を反映させるイニシアティブであるPRI（責任投資原則）に2015年に加盟。2018年には、金融安定理事会（FSB）による気候変動関連のリスク・機会に関する国際イニシアティブの気候関連財務情報開示タスクフォース(TCFD)に日本の年金基金で初めて賛同の署名を実施。そのほか、GRESB（Global Real Estate Sustainability Benchmark）、Climate Action|Climate Action 100＋、ICGN|ICGN（国際コーポレートガバナンスネットワーク）、Council of Institutional Investors|CII（Council of Institutional Investors）などに参加している。
2017年度から「ESG指数」に基づいた株式投資を行っている。ESG指数とは、企業が公開する非財務情報などをもとに、指数会社が企業のESGへの取組みを評価して組み入れ銘柄を決める指数である。2022年度末時点で、9つのESG指数を選定しており、これらのESG指数に連動する運用資産額は合計で約12.5兆となっている。GPIFが初めて、日本株のESG指数のインデックスを採用したことで日本でESG投資が広く知られるようになった。
ESG指数
- 【国内株式：ESG総合指数】FTSE Blossom Japan Index、FTSE Blossom Japan Sector Relative Index、MSCIジャパン ESGセレクト･リーダーズ指数
- 【国内株式：ESGテーマ指数】MSCI日本株女性活躍指数 、Morningstar日本株式 ジェンダー・ダイバーシティ・ティルト指数 （除くREIT）、S&P/JPX カーボン・ エフィシェント指数
- 【外国株式：ESG総合指数及びESGテーマ指数】MSCI ACWI ESGユニバーサル指数（除く日本、除く中国A株）、Morningstar先進国（除く日本）ジェンダー ･ダイバーシティ指数）、S&Pグローバル（除く日本）大中型株 カーボン エフィシェント指数

## 運用実績

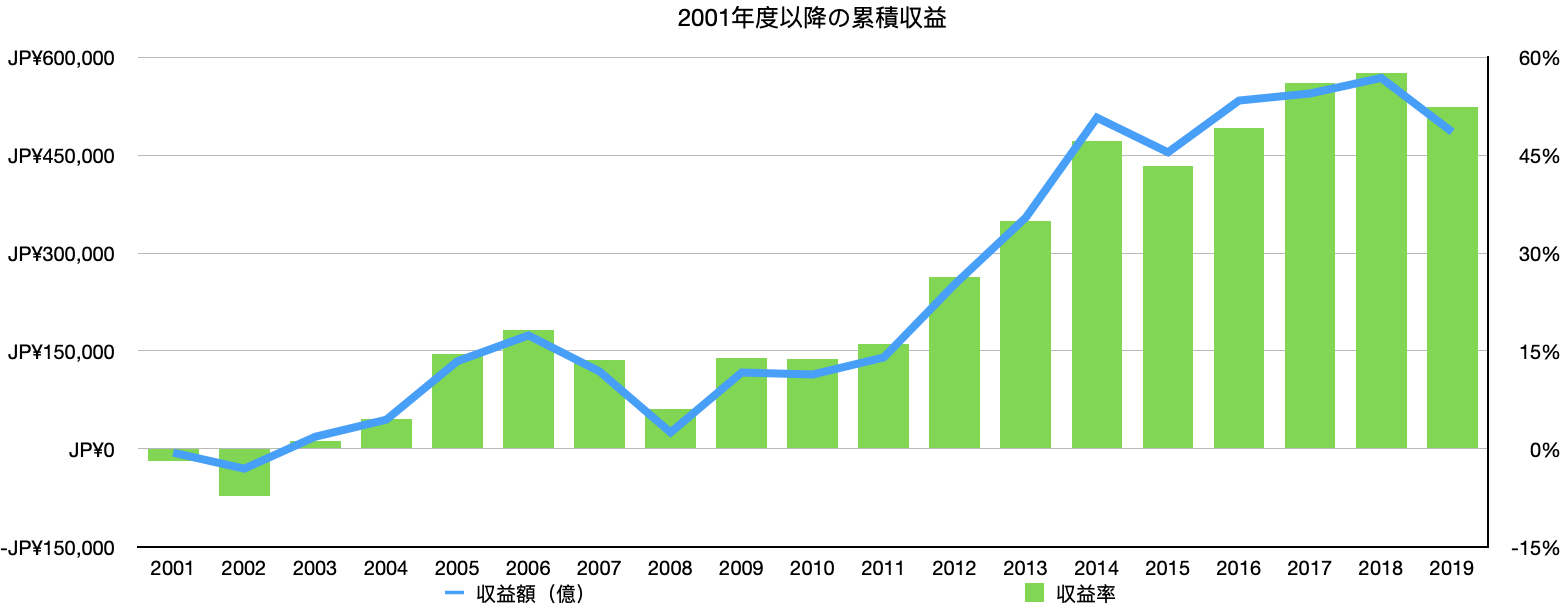
2001年度以降の累積収益

年金積立金の運用を始めたのは、前身の年金資金運用基金が設立された2001年度（平成13年度）からである。運用結果は四半期ごとに公表される。市場運用開始以降（平成13年度〜平成27年度第3四半期）の収益率（年率）は2.99%、累積収益額は50兆2229億円だった。また、平成13年度〜平成26年度までの累積収益額は50兆7,338億円にのぼる。収益率の分母となる運用資産額は、2014年度（平成26年度）末で137兆4,769億円であった。
| 年度     | 収益額          | 収益率(年率) |
| -------- | --------------- | ------------ |
| 2001年度 | −5,874億円      | −1.80%       |
| 2002年度 | −2兆4,530億円   | −5.36%       |
| 2003年度 | +4兆8,916億円   | +8.40%       |
| 2004年度 | +2兆6,127億円   | +3.39%       |
| 2005年度 | +8兆9,619億円   | +9.88%       |
| 2006年度 | +3兆9,445億円   | +3.70%       |
| 2007年度 | −5兆5,178億円   | −4.59%       |
| 2008年度 | −9兆3,481億円   | −7.57%       |
| 2009年度 | +9兆1,850億円   | +7.91%       |
| 2010年度 | −2,999億円      | −0.25%       |
| 2011年度 | +2兆6,092億円   | +2.32%       |
| 2012年度 | +11兆2,222億円  | +10.23%      |
| 2013年度 | +10兆2,207億円  | +8.64%       |
| 2014年度 | +15兆2,922億円  | +12.27%      |
| 2015年度 | −5兆3,098億円   | −3.81%       |
| 2016年度 | +7兆9,363億円   | +5.86%       |
| 2017年度 | +10兆810億円    | +6.90%       |
| 2018年度 | +2兆3,795億円   | +1.52%       |
| 2019年度 | −8兆2,831億円   | −5.20%       |
| 2020年度 | +37兆7,986億円  | +25.15%      |
| 2021年度 | +10兆925億円    | +5.42%       |
| 2022年度 | +2兆9,536億円   | +1.50%       |
| 2023年度 | +45兆4,153億円  | +22.67%      |
| 累計     | +153兆7,976億円 | +4.36%       |

### 論評
荻原博子は2009年8月時点で、2007年からの世界的金融危機によりそれまでの収益のほとんどが消し飛び、累計収益が1兆円を割り込んでしまったとして批判している。
2015年11月には中国株の大暴落の影響で第2四半期の運用成績が絶対額でアメリカ同時多発テロ事件やリーマン・ショックを超える過去最悪の約7兆8899億円となったことを公表した。資産別では国内株式が4兆3154億円の赤字。外国株式も3兆6552億円の赤字。外国債券も2408億円の赤字だった。国内債券は3022億円の黒字であった。
2015年度の年金積立金の運用実績が「5兆円超の損失」と報じられたことを受け、民進党は2016年4月6日、年金損失『5兆円』追及チームを結成（座長、初鹿明博衆議院議員）。政府に対して厳しい姿勢で臨む考えを示した。
経済ジャーナリストの磯山友幸は、2015年度は5兆3098億円の運用損で野党から批判されたが、2016年度の運用収益は7兆9363億円であり、野党も政権に批判的なマスコミも追及しなくなったと述べている。また、国内債券はマイナス0.85%、外国債券はマイナス3.22%で、第2次安倍内閣より前の「債券中心のポートフォリオ」では、損失になっていたと指摘。内閣支持率が株価に左右されるとも述べ、ポートフォリオを株式にもシフトさせたことが収益力を増加させて奏功したと評価した。
2018年10-12月期は4半期ベースで約14兆8000億円の赤字となった。2019年4月、会計検査院は2014年以降、株式運用の割合が増えてリスクが増加しているとし「国民への丁寧な説明が必要」「年金は老後生活設計の柱。積立金は国民から徴収した保険料の一部。国民の利益の為安全、効率的に運用し将来にわたって公的年金制度の安定に資することが強く求められる」「一部の手数料などが詳細に開示されていない」と指摘した。
2021年9月、経営危機が取りざたされていた中国の不動産大手である恒大集団に約96億円投資している件について「長期分散投資をしていることから、年金運用に直ちに影響を及ぼすことはない」と釈明した。

## 原則
「年金積立金管理運用独立行政法人の投資原則」が定められている。
- [1] 年金事業の運営の安定に資するよう、専ら被保険者の利益のため、長期的な観点から、年金財政上必要な利回りを最低限のリスクで確保することを目標とする。
- [2] 資産、地域、時間等を分散して投資することを基本とし、短期的には市場価格の変動等はあるものの、長い投資期間を活かして、より安定的に、より効率的に収益を獲得し、併せて、年金給付に必要な流動性を確保する。
- [3] 基本ポートフォリオを策定し、資産全体、各資産クラス、各運用受託機関等のそれぞれの段階でリスク管理を行うとともに、パッシブ運用とアクティブ運用を併用し、ベンチマーク収益率（市場平均収益率）を確保しつつ、収益を生み出す投資機会の発掘に努める。
- [4] 投資先及び市場全体の持続的成長が、運用資産の長期的な投資収益の拡大に必要であるとの考え方を踏まえ、被保険者の利益のために長期的な収益を確保する観点から、財務的な要素に加えて、非財務的要素であるESGを考慮した投資を推進する。
- [5] 長期的な投資収益の拡大を図る観点から、投資先及び市場全体の長期志向と持続的成長を促す、スチュワードシップ責任を果たすような様々な活動（ESGを考慮した取組を含む。）を進める。

## 運用の多様化

### GPIF Finance Awards
運用手法の高度化や金融商品の多様化が進む中で、年金積立金を安全かつ効率的に運用していくために、実務的側面だけでなく理論的側面の充実が進むような環境づくりのため、年金運用の分野で優れた功績をあげつつある研究者を表彰している。
- 【第5回受賞者】仲田泰祐　東京大学 准教授
- 【第4回受賞者】戸田アレクシ哲　カリフォルニア大学サンディエゴ校　准教授
- 【第3回受賞者】與語基裕　プリンストン大学　教授
- 【第2回受賞者】野澤良雄　シニアエコノミスト、連邦準備制度理事会
- 【第1回受賞者】沖本竜義　オーストラリア国立大学クロフォード公共政策大学院准教授

(第５回選考委員）
| ロバート・マートン     | ノーベル経済学賞受賞、MITスローン・ビジネススクール教授、 ハーバード大学名誉教授              |
| ジョシュ・ラーナー     | ハーバード・ビジネススクール教授                                                              |
| デビッド・チェンバース | ケンブリッジ大学ジャッジ・ビジネススクール教授                                                |
| 植田 和男              | 共立女子大学ビジネス学部学部長、東京大学金融教育研究センター センター長（元運用委員会委員長） |
| 翁 百合                | （株）日本総合研究所理事長（金融審議会委員）                                                  |
| 福田 慎一              | 東京大学大学院経済学研究科教授（金融審議会委員）                                              |
| 米澤 康博              | 元早稲田大学大学院経営管理研究科教授（元運用委員会委員長）                                    |
| 沖本竜義               | オーストラリア国立大学クロフォード公共政策大学院准教授                                        |

### GPIFワーキングペーパー
GPIFの業務・施策等やその考え方について、GPIFの役職員がワーキングペーパーを記述している。
- 均衡収益率におけるリスク回避度の推定方法に関する試み　～GPIFの期待リターン推計方法の観点から～
- PEファンドの運用パフォーマンス計測法としてのスプレッドに基づくダイレクト・アルファ
- 日本の私募不動産モデルとポートフォリオ選択
- ドットチャートの形成と金融市場・経済のダイナミクス
- 因子分析に基づく債券投資戦略：再訪  米国債市場のキャリーロールダウン戦略への応用
- J‑REITと伝統的資産との統合リスク管理に向けた分析
- パッシブ運用の機能分化と付加価値向上策～指数会社・運用会社とのアラインメント強化策を中心に～
- GPIFの新しい実績連動報酬

### 共同研究
出典: 
- ポストコロナ社会の企業価値向上戦略に関する京都大学との共同研究
- ESG投資の分散投資効果とポートフォリオ効率性に関する共同研究
- 「Society 5.0 for SDGs」の実現に向けた経団連・東京大学・GPIFの共同研究
- 世代重複(OLG)モデルによるマクロ経済予測について
- 債券投資におけるESGの考慮について

### 委託調査研究等
出典: 
- 投資におけるESG及びSDGsの考慮に係る俯瞰研究について
- 上場資産を用いたオルタナティブ資産の複製について
- 人工知能(AI)によるファンド行動学習について
- 第4期中期計画策定に資する委託調査研究について
- 人工知能(AI)によるファンド行動学習について
- ポートフォリオの気候変動リスク分析
- 運用受託機関の役職員の報酬体系（インセンティブ構造）について
- ESGに関する情報開示について
- 人工知能(AI)が運用に与える影響や活用方法について
- 資産運用会社のビジネスモデルについて

## 関連人物
- （元運用委員会委員長）：植田和男（第32代日本銀行総裁）
- （元運用委員会委員長）：米澤康博（早稲田大学大学院経営管理研究科教授）
- （元運用委員会委員長代理）：宇野淳（元早稲田大学大学院経営管理研究科教授）
- （元運用委員会委員長代理）：清水順子（学習院大学教授）
- （元運用委員）：稲葉延雄（第24代日本放送協会会長）
- （元運用委員）：能見公一（元産業革新機構代表取締役社長）
- （元運用委員）：本多俊毅（一橋大学大学院経営管理研究科教授）
- （元運用委員）：草野忠義（元連合総研理事長）
- （元運用委員）：鹿毛雄二（元企業年金連合会常務理事）
- （元運用委員）：小幡績（慶應義塾大学大学院経営管理研究科教授）
- （元運用委員）：武田洋子（三菱総合研究所政策・経済研究センター長）
- （元運用委員）：井上隆（日本経済団体連合会理事）
- （元経営委員長）：平野英治（元日本銀行理事）
- （元経営委員）：古賀伸明（元日本労働組合総連合会会長（6代目））
- （元経営委員）：堀江貞之（元野村総合研究所上席研究員）
- （元経営委員）：岩村修二（元名古屋高等検察庁検事長）
- （元年金資金運用基金理事長）：森仁美（元環境事務次官）
- （元理事長）：川瀬隆弘（元日本銀行監事）
- （元理事長）：三谷隆博（元日本銀行理事）
- （元理事長）：高橋則広（元農林中央金庫専務理事）
- （元理事）：水野弘道（元テスラ社外取締役、国連事務総長特使）
- （元理事）：森浩太郎（年金積立金管理運用独立行政法人の設立・改革時の行政担当官）
- （元投資戦略部長）：清水時彦（元JPインベストメント代表取締役社長）
- （元市場運用部次長）：小森博司（IFRS財団 International Sustainability Standards Board理事）